# Selaginella rzedowskii
Selaginella rzedowskii är en mosslummerväxtart som beskrevs av Lorea-hem.. Selaginella rzedowskii ingår i släktet mosslumrar, och familjen mosslummerväxter. Inga underarter finns listade i Catalogue of Life.